# Поклонение волхвов (картина Леонардо да Винчи)
«Поклонение волхвов» (итал. Adorazione dei Magi) — неоконченная картина работы Леонардо да Винчи, выдающегося итальянского художника эпохи Высокого Возрождения, хранящаяся в галерее Уффици во Флоренции. 

## История
Заказанная монахами-августинцами из монастыря Сан-Донато-ин-Скопето в 1481 году, картина так и осталась незавершённой, поскольку через год художник отбыл в Милан, и заказчики, озабоченные тем, что его отсутствие затягивается, обратились к Филиппино Липпи, чьё «Поклонение волхвов» ныне также находится в музее Уффици. Сам монастырь был разрушен в 1529 году.
Основную оплату работы Леонардо, которая должна была быть выполнена в течение 24-30 месяцев, составляла треть земельного участка в Валь-д’Эльсе (Вальдэльса — долина реки Эльсы), расположенного между Флоренцией и Сиеной. Один из параграфов договора весьма странен: Леонардо должен был выдать 150 флоринов на приданое «дочери Сальвестро ди Джованни», внучке покровителя монастыря. Работа не была завершена, и договор был расторгнут.

## Композиция
Композиция «Поклонения волхвов» необычна и, по всей видимости, почти не имеет аналогов в итальянской живописи. На дальнем плане виднеются руины какого-то дворца (по некоторым версиям — языческого храма), всадники на конях, едва намеченные скалы вдалеке; в центре картины изображена Дева Мария с новорождённым Иисусом, окружённая пришедшими поклониться Сыну Божию паломниками. Свободное место на переднем плане «предназначается» зрителю. Молодой человек справа, предположительно — сам Леонардо в возрасте двадцати девяти лет.

## Реставрация
Картина была на реставрации с 2011 по 2017 год. Изначально любую реставрацию произведений великого художника называют «опасной», однако в данном случае реставрировалась не сама картина, а доска, точнее доски, использованные в качестве основы для живописи. С ноября 2011 года эта масштабная работа находилась в руках специалистов галереи Уффици
В результате применения метода глубокого сканирования красочного слоя выяснилось, что картина была обрезана снизу на 10 см.

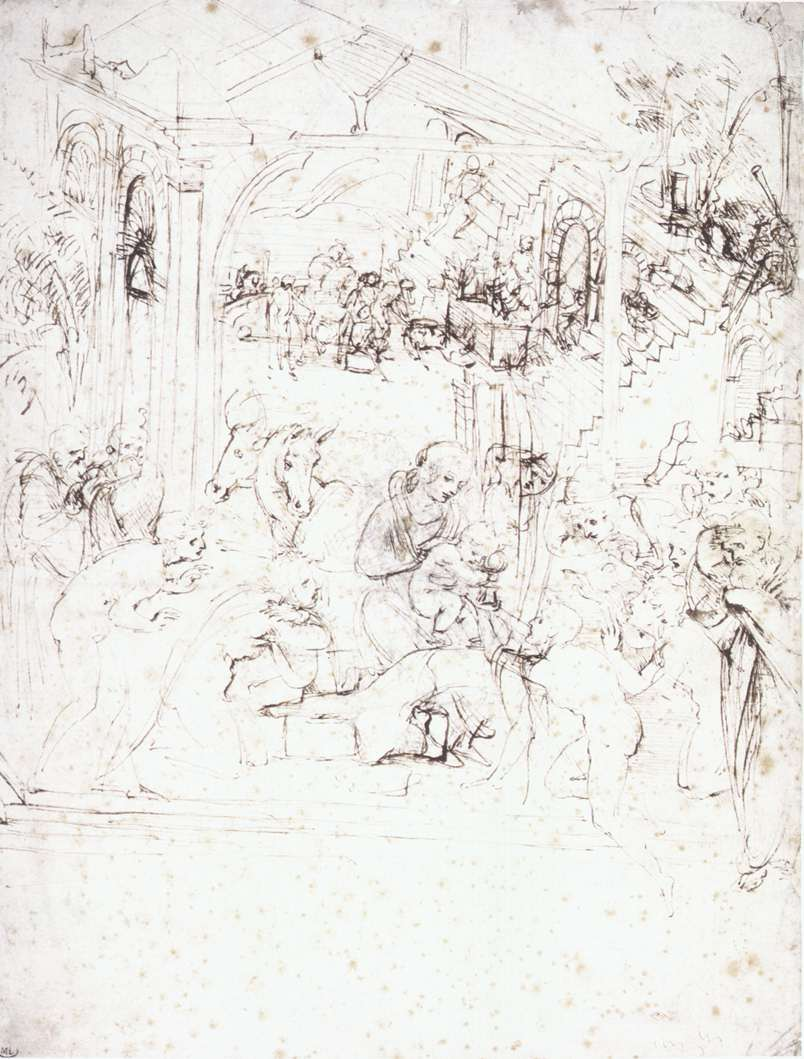
Подготовительные рисунки. 1478–1481. Бумага, перо, чернила. Лувр, Париж
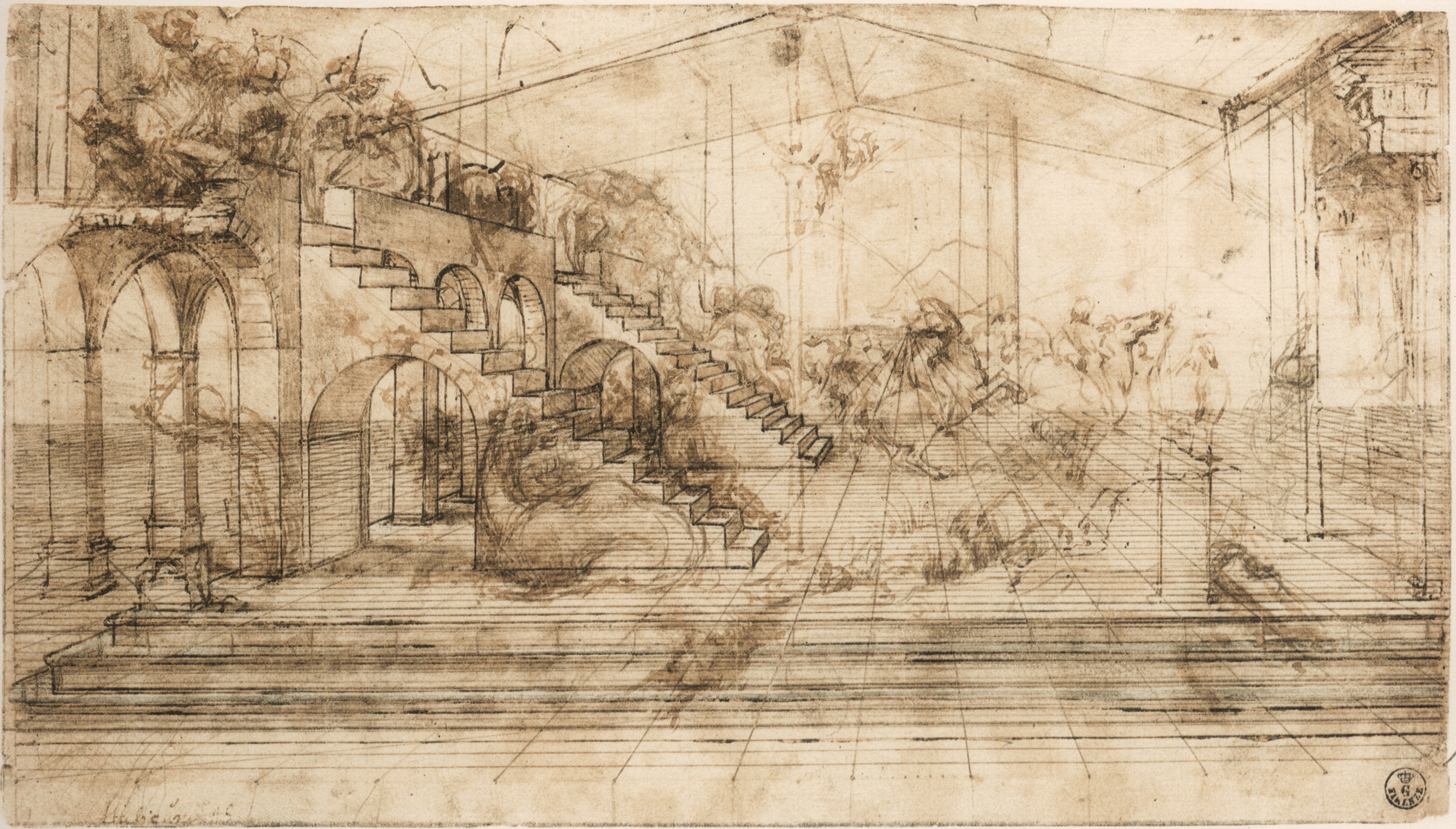
Перспективная штудия. 1481. Бумага, перо, чернила. Уффици, Флоренция
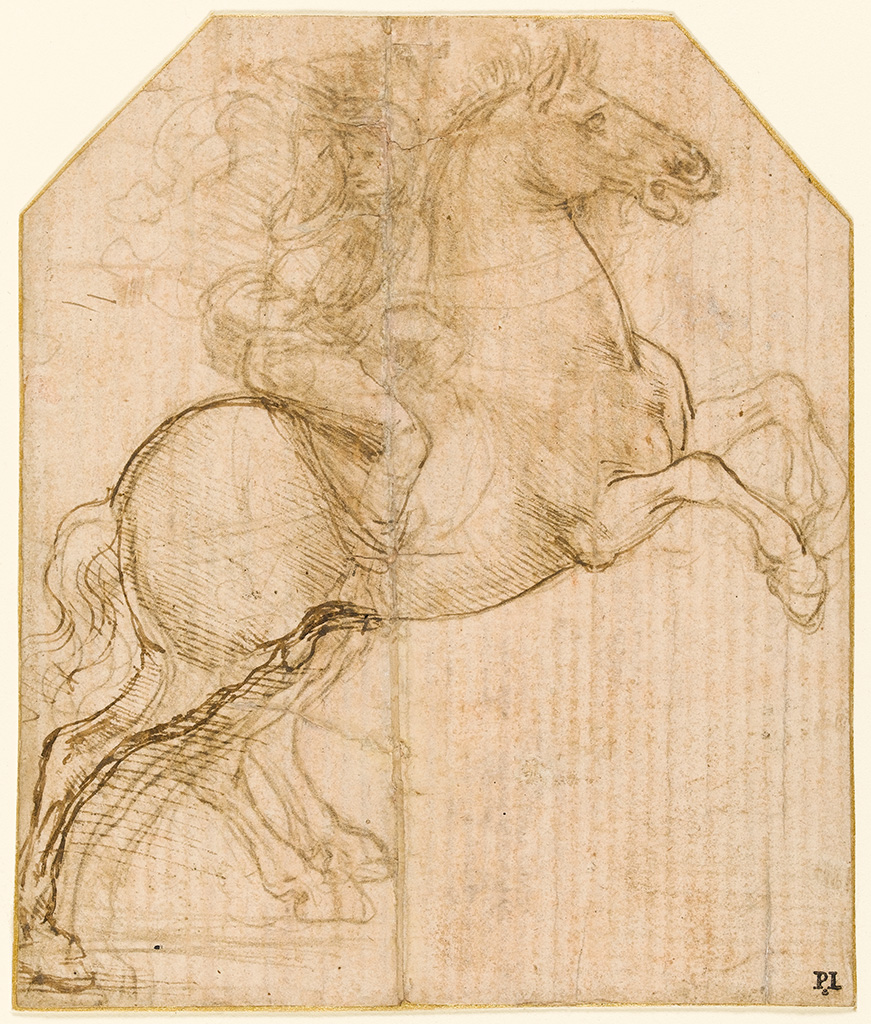
Эскиз всадника. Ок. 1481. Бумага, серебряный штифт. Фицуильям музей, Кембридж, Великобритания
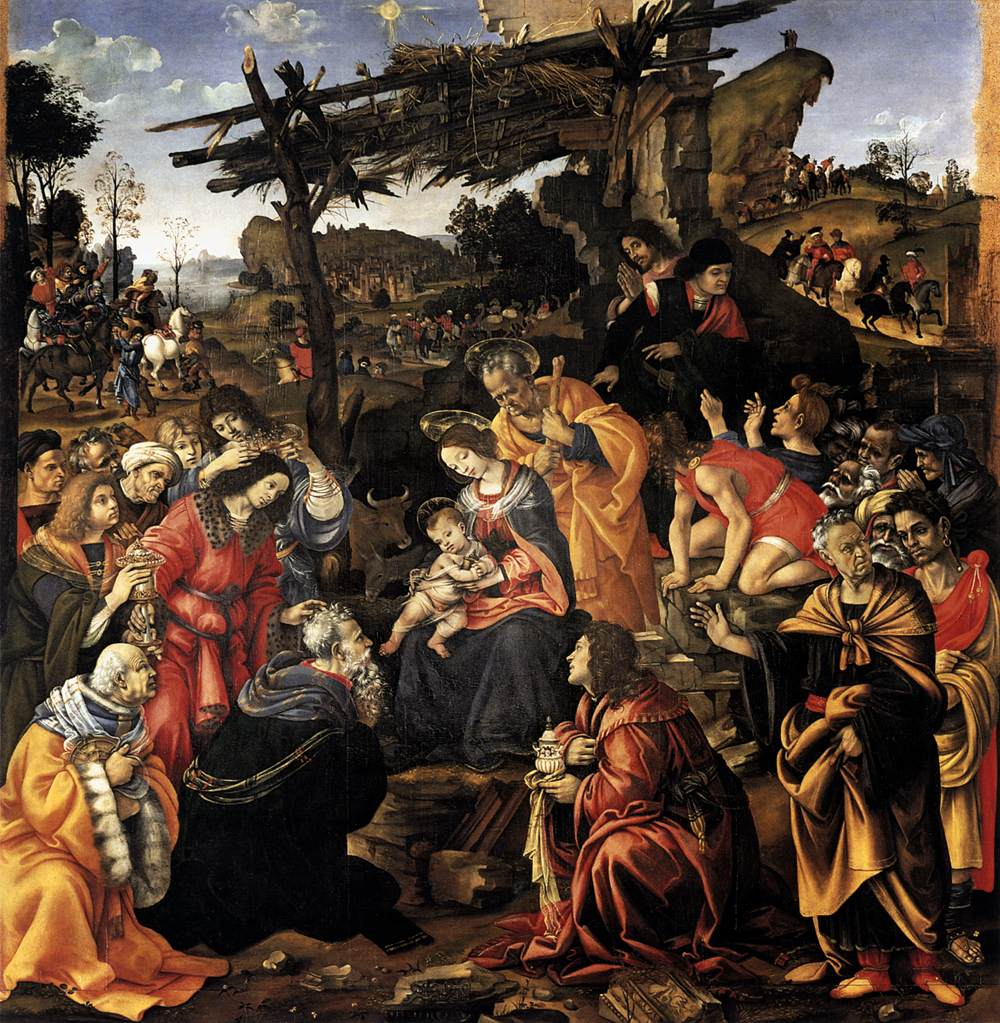
Филиппино Липпи. Поклонение волхвов. 1496. Дерево, масло. Уффици, Флоренция
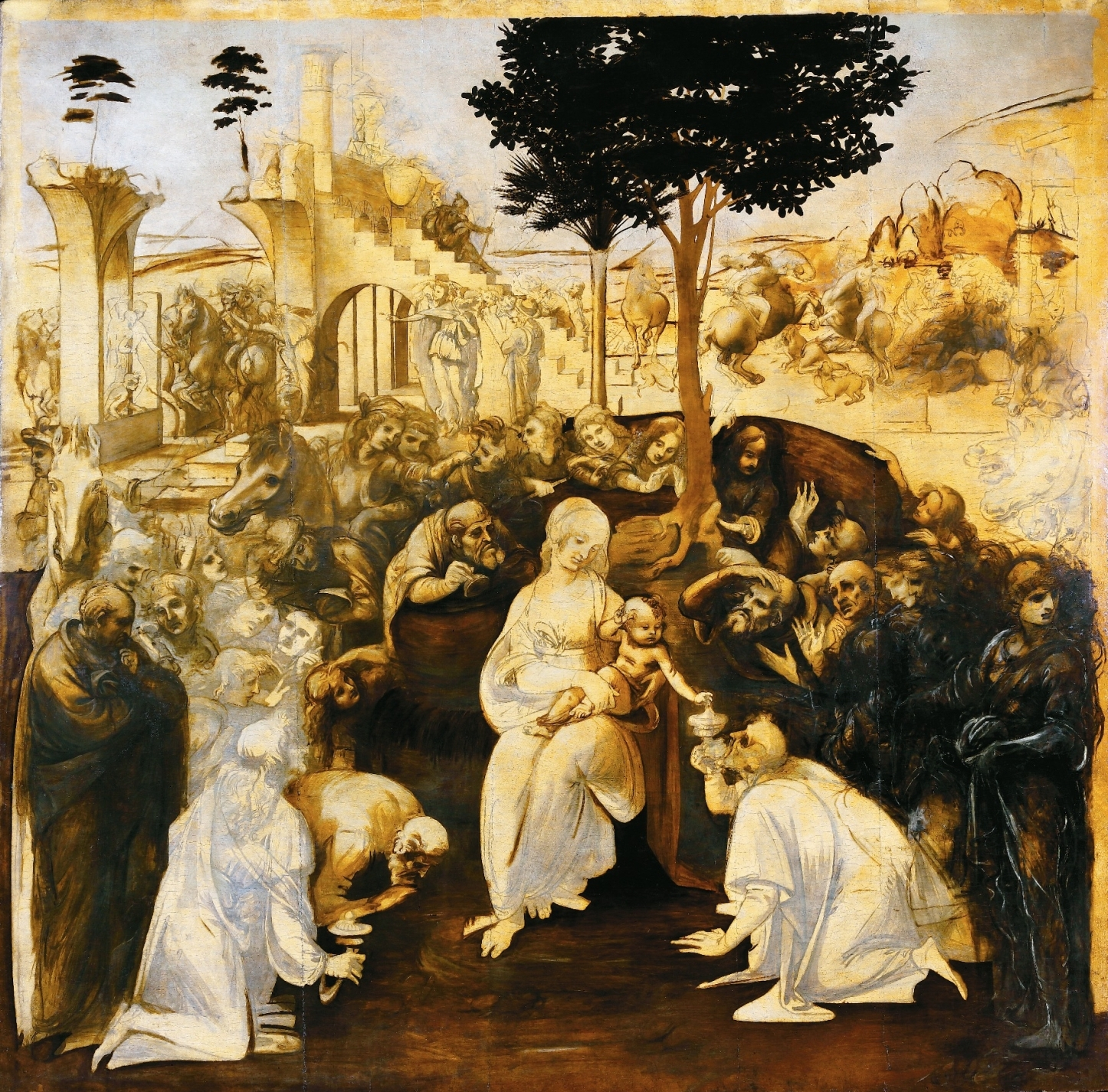
Картина Леонардо после реставрации

## Отражение в культуре
Картина упоминается в фильме «Жертвоприношение» Андрея Тарковского. Лишь однажды упоминавшаяся в первоначальном сценарии, она стала ключевым образом фильма, средством создания и поддержания драматического напряжения, введения различных тем и символов
В видеоигре Assassins Creed 2 игрок может купить картину «Поклонение волхвов», чтобы добавить её в коллекцию на вилле Аудиторе.